# فجيعة الطفل
تحدث حالة الفجيعة عند الطفل عندما يفقد الطفل شخصًا مهمًا في حياته. هناك بحث كبير حول الحزن عند البالغين ، ولكن هناك تركيز أقل في الأدب حول الحزن بين الأطفال. سيعاني الأطفال من حالات في حياتهم قد تنطوي على فقدان أحد الوالدين أو الأخ أو الأخت أو الأصدقاء من خلال الانتحار أو الإصابة غير المتعمدة أو القتل أو الأسباب الطبيعية .   تختلف مستويات الحزن والفجيعة بين الأطفال ، بما في ذلك الفجيعة غير المعقدة والمعقدة. على عكس البالغين ، قد يتعرض الأطفال للتعبير عن حزنهم وفقدانهم من خلال السلوكيات ، ويكونون أقل عرضة للتعبير عن مشاعرهم.   .   يمكن للأطفال الذين يعانون من الفجيعة والحزن تلقي العلاج الذي يشمل التدخل الجماعي ،    علاج اللعب ، والعلاج السلوكي المعرفي.  يمكن أن تساعد أشكال مختلفة من العلاج للأطفال الذين يعانون من الفجيعة أو الحزن على الحد من أعراض القلق والاكتئاب والتكيف الاجتماعي والإجهاد ما بعد الصدمة.  . وقد أظهرت الأبحاث أنه من المهم أن تكون على دراية بالصعوبات في التنبؤ بكيفية فقدان شخص مغلق يمكن أن يؤثر على انفعالية الطفل وكيف ستختلف قدراته على التكيف عبر الأعمار والثقافات

## الخلفية
عبر الثقافات يتم تصنيف فقدان أحد الوالدين باستمرار كواحدة من أصعب التجارب التي سوف يتحملها الطفل.   في الدول الغربية ، يعاني 5٪ من الأطفال من فقدان أحد الوالدين.  في جميع أنحاء العالم، يُنظر إلى فقدان أحد الوالدين على أنه حدث حياة هام بالنسبة للطفل. ومع ذلك ، يمكن أن تبدو عملية الحزن مختلفة لكل طفل على أساس عمرهم ، ونوعية العلاقة مع الوالد المتوفى ، وخصائص الوفاة.
تعد ثقافة الفرد عاملاً مهماً يؤثر على عملية الفجيعة. ما تعتقده إحدى الثقافات أنها ثقافة غير مؤهلة يمكن أن تعتبرها ثقافة أخرى صحية ؛ لا يوجد رأي مقبول عالميًا لعملية الفجيعة 

## فرج
هناك فئتان من الفجيعة التي يعاني منها الأطفال بعد فقدان أحد الوالدين ؛ حزن معقد وفقدان غير معقد. الفجيعة غير المعقدة هي العملية العادية التي سيختبرها معظم الأطفال. يبدو أن الأطفال الذين يعانون من الفقدان غير المعقد ويتلقون الأبوة والأمومة المناسبة بعد وفاة أحد الوالدين لا يتعرضون لخطر تطوير حالة صحية عقلية في المستقبل. 
تحدث الفجيعة المعقدة عندما يفشل الفرد في العودة إلى أدائه العاطفي والسلوكي قبل الولادة
لقد كان التعريف الدقيق ومدة عملية الفجيعة مصدرًا للخلاف على مر العقود.
وفقًا لـ DSM-V ، فإن اضطراب الفوضى المعقدة المستمر يتطلب أن يفقد الطفل شخصًا لديه علاقة وثيقة معه ؛ وخلال فترة 6 أشهر يجب على الطفل أن يعاني من أيام أكثر من عدم وجود واحدة من الأعراض التالية ، أو التوق إلى الفرد المتوفى ، أو الحزن أو الألم العاطفي للموتى ، أو الانشغال بالوفاة ، أو الانشغال المحيط بالظروف المحيطة بالوفاة. بالإضافة إلى ذلك ، يجب تجربة ستة أعراض أخرى في أيام أخرى أكثر من غير المرتبطة بالضائقة التفاعلية أو الوفاة الاجتماعية .

## اعتبارات التنمية
يمكن أن يكون الأطفال عرضة لأحداث الحياة التالية للخسارة.  ويعزى الضعف إلى عدم النضج النمائي وعدم وجود قدرات تأقلم متطورة.  من الشائع أن نفترض أن الأطفال سوف يحزنون بطريقة مشابهة للبالغين ، ولكن تظهر أعراضهم ومدة الحزن بعد الخسارة بشكل مختلف.  وقد يشمل ذلك الأطفال الذين يطرحون أسئلة متكررة عن الموت من أجل الطمأنينة بأنه لم يتغير شيء وأن يعيد تمثيل الموت أو أنشطة الجنازة.   بالإضافة إلى ذلك ، قد يتم التعبير عن مشاعر الأطفال بشكل مختلف عن البالغين ؛ قد يعبر البالغون عن حزنهم من خلال الحزن ، لكن الأطفال قد يسيئون التصرف أو ينفجرون. تؤكد الأبحاث على أهمية إدراك الأطفال وعدم توقع أن يعرض الأطفال عواطفهم ظاهريًا مثل البالغين ، ولكن سلوكهم قد يشير إلى محنتهم الداخلية.

## العلاج
قد يعاني جزء كبير من الأطفال من الخسارة والفقدان في مرحلة ما خلال طفولتهم. . 
بعد حدوث هذه الخسائر ، هناك مجموعة متنوعة من أنواع تقنيات العلاج التي يمكن تنفيذها ، بما في ذلك العلاج بالعض والعلاج الجماعي والعلاج السلوكي المعرفي. . 
يلعب العلاج باللعب من أجل الخسارة أثناء الطفولة أنشطة مثل الرسم أو الألعاب التي تساعد في جعل الأطفال يتحدثون عن مشاعرهم. 
شكل آخر فعال من العلاج هو العلاج الجماعي المصمم للخسارة خلال الطفولة ، حيث تتشارك مجموعة من الأقران ، متشابهة في العمر ، وتتحدث عن مشاعرهم وعملية الفجيعة مع ميسر يقود المجموعة. وأخيرًا ، يشتمل العلاج السلوكي المعرفي على الفقد أثناء الطفولة على استخدام تقنيات معرفية لمساعدة الطفل في تغيير سلوكه واستخدام تقنيات مواجهة أكثر فعالية.
كما تساعد الأشكال المختلفة من العلاج التي تهدف إلى مساعدة الأطفال في التغلب على الفقدان والفقدان على الحد من أعراض القلق والاكتئاب وقضايا التكيف والإجهاد ما بعد الصدمة. 
من خلال استخدام أشكال علاجية مدفوعة تجريبياً للأطفال الذين تعرضوا للخسارة ، يمكن للأطفال الحد من أعراضهم وسيقل احتمال انقطاعهم عن العلاج بالتركيز على المشاعر ورد فعلهم تجاه موت أو انتحار شخص قريب. .